# Franklin Anangonó
Franklin Anangonó (Quito, 12 december 1974 – 13 juni 2022) was een voetballer uit Ecuador, die speelde als verdediger.

## Clubcarrière
Anangonó begon zijn profcarrière bij Espoli. Daarna speelde hij voor onder meer Club Deportivo El Nacional en CF Cuautitlan. Hij beëindigde zijn actieve loopbaan in 2005.

## Interlandcarrière
Anangonó speelde in zeven interlands voor Ecuador, alle in het jaar 1999. Onder leiding van bondscoach Carlos Sevilla maakte hij zijn debuut op 14 april 1999 in een vriendschappelijke wedstrijd in Monterrey tegen Mexico (0-0), net als collega-verdediger Jhon Cagua. Hij nam met het Ecuadoraans elftal deel aan de strijd om de Copa América 1999 in Paraguay.
| Interlands van Franklin Anangonó voor Ecuador | Interlands van Franklin Anangonó voor Ecuador | Interlands van Franklin Anangonó voor Ecuador | Interlands van Franklin Anangonó voor Ecuador | Interlands van Franklin Anangonó voor Ecuador | Interlands van Franklin Anangonó voor Ecuador |
| №                                             | Datum                                         | Wedstrijd                                     | Uitslag                                       | Competitie                                    | Goals                                         |
| --------------------------------------------- | --------------------------------------------- | --------------------------------------------- | --------------------------------------------- | --------------------------------------------- | --------------------------------------------- |
| 1                                             | 14 april 1999                                 | Mexico – Ecuador                              | 0 – 0                                         | Vriendschappelijk                             | 0                                             |
| 2                                             | 2 juni 1999                                   | Iran – Ecuador                                | 1 – 1                                         | Canada Cup                                    | 0                                             |
| 3                                             | 4 juni 1999                                   | Ecuador – Guatemala                           | 3 – 1                                         | Canada Cup                                    | 0                                             |
| 4                                             | 6 juni 1999                                   | Canada – Ecuador                              | 1 – 2                                         | Canada Cup                                    | 0                                             |
| 5                                             | 15 juni 1999                                  | Venezuela – Ecuador                           | 3 – 2                                         | Vriendschappelijk                             | 0                                             |
| 6                                             | 23 juni 1999                                  | Chili – Ecuador                               | 0 – 0                                         | Vriendschappelijk                             | 0                                             |
| 7                                             | 7 juli 1999                                   | Colombia – Ecuador                            | 2 – 1                                         | Copa América                                  | 0                                             |

## Erelijst
Club Deportivo El Nacional
- Campeonato Ecuatoriano

1996